# Эракович, Страхиня
Страхиня Эракович (серб. Страхиња Ераковић; род. 22 января 2001, Батайница) — сербский футболист, защитник российского клуба «Зенит» и сборной Сербии.

## Клубная карьера
Воспитанник клуба «Црвена Звезда». В 2019 году для получения игровой практики на правах аренды перешёл в «Графичар». 14 августа в матче против «Трайала» дебютировал в Первой лиге Сербии. 4 октября в поединке против «Бачка-Паланка» забил свой первый гол за клуб. После окончания аренды вернулся в «Црвену звезду». 1 августа 2020 года в матче против «Нови-Пазар» дебютировал в сербской Суперлиге. В своём дебютном сезоне Эракович стал чемпионом страны и завоевал Кубок Сербии.
23 июля 2023 года подписал контракт с петербургским «Зенитом» по схеме 4+1. Дебютировал в РПЛ 29 июля в матче против «Ростова», заменив Дмитрия Чистякова на 17-й минуте.

## Международная карьера
В 2018 году Эракович в составе юношеской сборной Сербии принял участие в юношеском чемпионате Европы в Англии. На турнире он сыграл в матчах против команд Испании, Германии и Нидерландов.
2 июня 2022 года в матче Лиги наций против сборной Норвегии Эракович дебютировал за сборную Сербии. В том же году был вызван Драганом Стойковичем для участия в чемпионате мира в Катаре. В октябре 2023 года был вызван на матчи квалификации ЧЕ-2024, где сыграл в матче против сборной Венгрии.

## Статистика
| Выступление      | Выступление      | Выступление      | Лига | Лига | Кубки | Кубки | Еврокубки | Еврокубки | Итого | Итого |
| Клуб             | Лига             | Сезон            | Игры | Голы | Игры  | Голы  | Игры      | Голы      | Игры  | Голы  |
| ---------------- | ---------------- | ---------------- | ---- | ---- | ----- | ----- | --------- | --------- | ----- | ----- |
| → Графичар       | Первая лига      | 2019/20          | 21   | 2    | —     | —     | —         | —         | 21    | 2     |
| → Графичар       | Итого            | Итого            | 21   | 2    | —     | —     | —         | —         | 21    | 2     |
| Црвена звезда    | Суперлига        | 2020/21          | 13   | 0    | 2     | 0     | 4         | 0         | 19    | 0     |
| Црвена звезда    | Суперлига        | 2021/22          | 33   | 0    | 2     | 0     | 6         | 0         | 41    | 0     |
| Црвена звезда    | Суперлига        | 2022/23          | 33   | 0    | 4     | 0     | 10        | 0         | 47    | 0     |
| Црвена звезда    | Итого            | Итого            | 79   | 0    | 8     | 0     | 20        | 0         | 107   | 0     |
| Зенит (СПб)      | РПЛ              | 2023/24          | 13   | 0    | 4     | 0     | —         | —         | 17    | 0     |
| Зенит (СПб)      | Итого            | Итого            | 13   | 0    | 4     | 0     | —         | —         | 17    | 0     |
| Всего за карьеру | Всего за карьеру | Всего за карьеру | 113  | 2    | 12    | 0     | 20        | 0         | 145   | 2     |

## Достижения
«Црвена звезда»
- Чемпион Сербии (3): 2020/21, 2021/22, 2022/23
- Обладатель Кубка Сербии (3): 2020/21, 2021/22, 2022/23

«Зенит»
- Чемпион России: 2023/24
- Обладатель Кубка России: 2023/24
- Обладатель Суперкубка России: 2024

Личные
- В списках 33 лучших футболистов чемпионата России (1): № 2 — 2023/24